# Жеремі Жозеф Бенуа Абріа
Жеремі Жозеф Бенуа Абріа (фр. Jérémie Joseph Benoît Abria; 19 березня 1811, Лімож — 4 квітня 1892, Бордо) — французький фізик, педагог, професор, член Французької академії наук (від 1880 року).

## Життєпис
Син фармацевта.
1837 року закінчив Вищу нормальну школу в Парижі.
Від жовтня 1834 року викладав у Королівському коледжі в Ліможі, від вересня 1836 року — в Королівському коледжі Генріха IV (нині Національне військове училище (Франція)). Викладав на факультеті університету Бордо (1838), професор фізики в Бордо (від жовтня 1839). Декан факультету природничих наук (вересень 1845 — листопад 1886).

## Наукова діяльність
Проводив дослідження в галузі електрики та оптики.
1848 року, довівши тиск повітря в газорозрядній трубці до 2 мм ртутного стовпа, відкрив страти. Вивчав швидкість поширення світла в різних середовищах, оптичні властивості кристалів, сили відштовхування в газах.

## Вибрані публікації
- Елементарна теорія електричного потенціалу Ж.-Ж.-Б. Абріа. (Уривок зі «Спогадів Товариства фізичних і природничих наук Бордо». 2-га серія, том I, 3-й зошит.) (1876)
- Про кольори кристалізованих плівок у поляризованому світлі, Ж.-Ж.-Б. Абріа. (Уривок зі «Спогадів Товариства фізичних і природничих наук Бордо», том VIII, 2-й зошит.) (1872)
- Проходження світла через кристали, або будова тіл, що вивчається за їх оптичними властивостями, Ж.-Ж.-Б. Абріа,… (1868)
- Нарис викладу теорії подвійного променезаломлення (1868)
- Про деякі загальні властивості тіл і, зокрема, про силу відштовхування газів, Ж.-Ж.-Б. Абріа,… (1867)
- Про тотожність тепла і світла (1866)
- Спостереження за опадами, проведені на південному заході Франції (Аквітанія та Піренеї) від 1714 до 1860 року, за якими йшли великі серії спостережень у Монпельє, Парижі, Женеві та Великому Сен-Бернарі, а також результати деяких спостережень за опадами Ж.-Ж.-Б. Абріа … та Віктора Рауліна… (1864)
- Звіт про роботу факультету наук Бордо за 1862—1863 (1863) навчальний рік
- Демонстрація декількох формул Гаусса, що стосуються взаємодії двох магнітів, Ж.-Ж.-Б. Абріа (1861)
- Про швидкість світла в різних середовищах. Дослідження будови променя в теорії хвиль Ж.-Ж.-Б. Абріа. (Уривок із «актів Імператорської Академії наук, витонченої словесності і мистецтв Бордо».) (1860)
- Про користь гіпотез в експериментальних науках. Промова, яку Ж.-Ж.- Б. Абріа виголосив на річному зібранні 28 грудня 1857 року (1858)
- Звіт про роботу факультету наук Бордо… 1857—1858… (1858)
- Звіт про роботу факультету наук Бордо… 1856—1857… (1857)